# Silva (Valença)
Silva ist ein Ort und eine ehemalige Gemeinde (Freguesia) im nordportugiesischen Kreis Valença der Unterregion Minho-Lima. Die Gemeinde hatte 260 Einwohner (Stand 30. Juni 2011).
Am 29. September 2013 wurden die Gemeinden Silva und São Julião zur neuen Gemeinde União das Freguesias de São Julião e Silva zusammengeschlossen.